# Adige
L'Adige és un riu del nord-est d'Itàlia. El seu nom antic fou Athesis; en alemany s'anomena Etsch. És un riu de règim alpí, que ha tallat valls profundes en el seu curs alt, la primera de les quals és el Vinschgau (o vall Venosta), i al seu pas pel Trentino és flanquejat per planes estretes on s'engorja sovint. Nombroses centrals hidroelèctriques aprofiten l'energia del riu i els seus afluents. Passat Verona, i fins a la seva desembocadura al Sud de Chioggia, drena una plana fèrtil d’economia agrícola.
Els principals afluents són: 
- el Rom (Rambach, Ram), prop de Glurns (Glorenza),
- el Passer (Passirio), prop de Meran (Merano),
- l'Eisack (Isarco), prop de Bozen (Bolzano),
- el Noce, prop de Zambana,
- l'Avisio, prop de Lavis,
- el Fersina, prop de Trento,
- el Leno, prop de Rovereto.